# Élections législatives françaises de 1820
Les élections législatives françaises de 1820 ont eu lieu les 4 et 13 novembre 1820.

## Mode de scrutin
Le mode de scrutin, défini par la loi de juin 1820 dit « du double vote », associe le scrutin uninominal pour les trois cinquièmes des députés, élus le 4 novembre, et le scrutin plurinominal départemental pour les députés restant, élus le 13 novembre. Les deux collèges d'électeurs sont définis par leurs revenus (suffrage censitaire), l'accès au collège départemental nécessitant des revenus plus élevés et permettant de voter deux fois.
L'élection de députés au scrutin uninominal implique un premier découpage des circonscriptions, qui reste utilisé pour les trois élections suivantes.
À la suite de la loi dite du double-vote, la Chambre s'agrandit de 176 députés, passant à 434, par rapport à celle de 1816 qui en comptait 258.

## Résultats
Les élections de 1820 donnent 160 députés aux ultraroyalistes, 190 au centre droit et 80 aux libéraux.
|       |                 |         |     |        |     |
| Parti | Parti           | Voix    | %   | Sièges | +/- |
|       | Centre droit    | ?       | ?   | 190    | 54  |
|       | Ultraroyalistes | ?       | ?   | 160    | 68  |
|       | Libéraux        | ?       | ?   | 80     | 70  |
|       |                 |         |     |        |     |
| Total | Total           | ~94 000 | 100 | 434    | 176 |